# 다우 존스 산업평균지수

1896년부터 오늘날까지의 다우 존스 산업평균지수 선형 그래프

1896년부터 오늘날까지의 다우 존스 산업평균지수 로그함수 그래프

다우 존스 산업평균지수( - 産業平均指數, 영어: Dow Jones Industrial Average, DJIA, Dow Jones, Dow)는 월스트리트 저널 편집자이자 다우존스앤컴퍼니(Dow Jones & Company)의 공동창립자 찰스 다우(Charles Dow)가 창안한 주가 지수로서 DJIA, Dow 30 또는 비공식적으로 다우 지수 등으로도 불린다.
오늘날 다우지수는 미국의 증권거래소에 상장된 30개의 우량기업 주식 종목들로 구성된다. 주식분할이나 다른 조정의 효과를 상쇄시키기 위하여 다우지수는 주가 수익률의 산술평균을 사용한다. 산술평균에서는 개별기업 수익률의 총합을 회사 또는 기업의 개수로 나누는 수익률 평균 방식을 따른다.

## 다우존스 산업평균지수 구성목록
(2024년 8월 1일 기준)
|    | 회사명                   | 거래소 | 약어 | 업계분류         |
| 1  | 애플                     | NASDAQ | AAPL | 전자             |
| 2  | 아마존닷컴               | NASDAQ | AMZN | 전자 상거래      |
| 3  | 마이크로소프트           | NASDAQ | MSFT | 소프트웨어       |
| 4  | 시스코 시스템즈          | NASDAQ | CSCO | 네트워크         |
| 5  | 암젠                     | NASDAQ | AMGN | 생명공학         |
| 6  | 인텔                     | NYSE   | INTC | 반도체           |
| 7  | JP 모간체이스            | NYSE   | JPM  | 금융             |
| 8  | 유나이티드 헬스 그룹     | NYSE   | UNH  | 의료, 보험       |
| 9  | 골드만삭스               | NYSE   | GS   | 금융             |
| 10 | 맥도날드                 | NYSE   | MCD  | 패스트푸드       |
| 11 | 프록터 앤 갬블           | NYSE   | PG   | 소비재           |
| 12 | 보잉                     | NYSE   | BA   | 우주항공 및 국방 |
| 13 | 셰브론                   | NYSE   | CVX  | 석유             |
| 14 | 머크 앤 코               | NYSE   | MRK  | 화학             |
| 15 | 비자                     | NYSE   | V    | 금융             |
| 16 | 존슨앤드존슨             | NYSE   | JNJ  | 제약             |
| 17 | 월마트                   | NYSE   | WMT  | 소매업           |
| 18 | 아메리칸 익스프레스      | NYSE   | AXP  | 금융             |
| 19 | 세일즈포스               | NYSE   | CRM  | 소프트웨어       |
| 20 | 코카콜라 컴퍼니          | NYSE   | KO   | 음료             |
| 21 | 월트 디즈니              | NYSE   | DIS  | 미디어           |
| 22 | 캐터필러                 | NYSE   | CAT  | 공업 장비        |
| 23 | 홈디포                   | NYSE   | HD   | 인테리어         |
| 24 | 버라이존 커뮤니케이션스  | NYSE   | VZ   | 통신             |
| 25 | 인터내셔널 비즈니스 머신 | NYSE   | IBM  | 정보기술         |
| 26 | 나이키                   | NYSE   | NKE  | 의류             |
| 27 | 허니웰 인터내셔널        | NYSE   | HON  | 복합 기업        |
| 28 | 쓰리엠                   | NYSE   | MMM  | 복합 기업        |
| 29 | 트래블러스 컴퍼니스      | NYSE   | TRV  | 보험             |
| 30 | 다우 케미컬              | NYSE   | DOW  | 화학             |

## 같이 보기
- S&P 500
- 다우 존스 산업평균지수의 일간 최대 변동치 목록